# Le nuove avventure di Capitan Planet
Le nuove avventure di Capitan Planet (The New Adventures of Captain Planet) è un cartone animato prodotto da Hanna-Barbera e Turner dal 1993 al 1996, seguito di Capitan Planet e i Planeteers, prodotta dal 1990 al 1992 e trasmessa in Italia sulle reti Rai dal 1992. Come la precedente si compone di tre stagioni, per un totale di 48 episodi.
Sia negli USA che in Italia, questa seconda serie ha avuto un cambio di doppiatori, in Italia ciò è dovuto al fatto che è arrivata in Italia nel 2004, per tanto possiede un adattamento e un cast di doppiatori differenti dalla prima serie, senza tenere conto di alcuni cambiamenti operati dagli adattatori italiani negli anni novanta.

## Personaggi
In questa serie tornano i personaggi della serie precedente, tuttavia il doppiaggio italiano ha mantenuto i nomi originali anche per quei personaggi a cui era stato cambiato nell'edizione italiana della prima serie (per esempio Whiller diventato Wily o Ma-Ti diventato Matias). Sono stati però introdotti nuovi personaggi come Mame Slaughter e suo figlio Stalker, capi dell'omonima famiglia di bracconieri.

## Episodi

### Stagione 1
1. A Mine Is a Terrible Thing to Waste - Part 1
2. A Mine Is a Terrible Thing to Waste - Part 1
3. I Just Want to Be Your Teddy Bear
4. Missing Linka
5. The Unbearable Blightness of Being
6. Wheeler's Ark
7. Sea No Evil
8. Future Shock
9. I've Lost My Mayan
10. Talkin' Trash
11. The Energy Vampire
12. Bottom Line Green
13. Gorillas Will Be Missed
14. Bug Off
15. You Bet Your Planet
16. Going Bats, Man
17. Jail House Flock
18. High Steaks
19. Planeteers Under Glass
20. Orangu-Tangle
21. No Horsing Around
22. Teers in the Hood

### Stagione 2
1. Twilight Ozone
2. Hollywaste
3. The Ghost of Porkaloin Past
4. Disoriented Express
5. Horns A' Plenty
6. A River Ran Through It
7. No Place Like Home
8. Little Crop of Horrors
9. In Zarm's Way
10. No Small Problem
11. Numbers Game
12. Nothing's Sacred
13. Who's Running the Show?

### Stagione 3
1. An Eye for an Eye
2. Whoo Gives a Hoot?
3. Frog Day Afternoon
4. 5-Ring Panda-Monium
5. A Good Bomb Is Hard to Find
6. Twelve Angry Animals
7. Dirty Politics
8. One of the Gang
9. Old Ma River
10. Delta Gone
11. Never the Twain Shall Meet
12. Greed Is the Word
13. 101 Mutations